# Plac Generała Hryhorenki we Lwowie
Plac generała Hryhorenki, dawniej plac Jezuicki, Plac Smolki - plac we Lwowie u zbiegu przedwojennych (II Rzeczpospolita) ulic: Jagiellońskiej, Mickiewicza, Kościuszki, Kołłątaja i Podlewskiego.
Na miejscu zniszczonego w okresie Ukraińskiej SRR pomnika Franciszka Smolki stoi obecnie figura św. Jerzego.